# غارثيا خوفري دي لوايسا
غارثيا خوفري دي لوايسا (بالإسبانية: García Jofre de Loaísa)‏ (1490-20 يوليو 1526)هو رحالة من القرن السادس عشر ارسل بأمر من الملك الإسباني تشارلز الأول للاستكشاف في قارة اسيا وسميت بإستكشاف لوايسا، بدأت رحلته في عام 1525 باتجاه الغرب وذلك من اجل الوصول إلى الهند ال مرورا بالمحيط المحيط الأطلسي والمحيط الهادئ واشترك في هذه الرحلة 450 رجل من كافة الأجناس الأوروبية وذلك للوصول إلى الهند الغربية الإسبانية.

## التاريخ
بدأت الرحلة مكونة من 7 سفن وهي سانتا ماريا ولا فكتوريا وايسبريتو سانتو وانونسيادا وسان غابرييل وسانتا ماريا ديل بارال وسان ليسميس وسانتياغو، غارثيا خوفري قرر ان يصطحب معه القائد خوان سباستيان إلكانو في الرحلة والذي كان يعرف طريق المحيط الهادئ حيث سبق ان سافر فيه في رحلة فرناندو ماجلان، بدأت الرحلة من مدينة كورونا مرورا بهضاب باتاغونيا في يناير 1526 , بعد ذلك فقدت سفينتان من الطاقم بسبب الرياح عندما حاولوا المرور من مضيق ماجلان، بينما اتجهت سفينتان اخريتان إلى المحيط الأطلسي تاركتا الرحلة، وبالرغم الظرف الجوية السيئة وصلوا إلى المحيط الهادئ في مايو 1526 , وخلال ذلك الوقت اختفت سفينة أخرى وهي سان ليسماس، بينما ابحرت سفينة سانتياغو ووصلت إلى ساحل المكسيك في يوليو 1526 , وتلك كانت أول سفينة أوروبية تصل إلى الساحل الغربي لقارة أمريكا الشمالية اما السفينة الثالثة سانتا ماريا ديل بارال فقد عبرت المحيط الهادئ ووصلت إلى إحدى الجزر في اندونيسيا وقتلوا هناك من قبل السكان الاصليين، 4 منهم تم انقاذهم في عام 1528 من قبل رحلة إسبانية أخرى قدمت من المكسيك، سفينة سانتا ماريا لا فكتوريا هي السفينة الوحيدة التي وصلت إلى جزر الملوك في سبتمبر عام 1526 .
نجح المستكشفون على الرغم من انهم ماتوا في عبور المحيط الهادئ الذي لم يكن من السهل عبوره في ذلك الوقت، في 30 يوليو مات دي لوايسا بعد غرقه، اما الكانو فقد قتل بعد عدة أيام، وتوفي انطونيو سالازار بعد اسبوع، اما نيجيز فقد تمكن من الوصول إلى الفلبين وثم وصل إلى جزر الملوك، الا انه مات بسبب الجوع، ودي لا توريه مات اثناء انتظاره الإسبان لكي يساعدوه، فقط أندريس دي أوردانيتا و 24 رجل اخر تمكنوا من النجاة من جزر الملوك، وكان بين الطاقم رودريغو دي تريانا، بواسطة سفينة برتغالية قدمت اليهم من الهند الغربية، عاد اوردانيتا مع بعض الرجال إلى إسبانيا في عام 1536 بواسطة سفينة برتغالية من الهند تحت الحماية البرتغالية.
اما سفينة سان ليسماس التي فقدت الطريق فقد وصلت إلى نيوزلندا بعدما وجدت فرقة بحث أسترالية بقايا السفينة.